# Conca Ternana
Pour les articles homonymes, voir Conca (homonymie).
La Conca Ternana (en français : « cuvette de Terni ») est une vallée italienne parcourue par le fleuve Nera, le torrent Serra et le canal Recentino.

## Géographie
La Conca Ternana est un territoire plat et collinaire en forme de cuvette d'une superficie de 300 km2 environ comptant une population de 170 000 habitants. Il est situé en Ombrie méridionale, complètement entouré de collines et de montagnes : les monts Martani. Administrativement la Conca est partagée entre les communes de Terni, Narni et San Gemini, mais d'autres communes de la province de Terni sont rattachées à cette région : Acquasparta, Amelia, Stroncone, ainsi que ceux de la Valnerina Ternana (Arrone, Ferentillo, Montefranco). La plaine est parcourue par le fleuve Nera, le torrent Serra et le canal artificiel Recentino. Le paysage est diversifié, sur les versants montagneux on trouve des forêts de chênes et dans les parties les moins élevées des oliviers. Le versant méridional comporte des lignes agricoles et des haies.

## Économie
Le territoire de la cuvette est recouvert par de vastes zones agricoles mais comporte de grands complexes industriels sidérurgiques et chimiques parmi les plus importants de l'Italie centrale qui, vu la configuration du bassin, provoquent de fortes nuisances environnementales.